# Glutarsäuredimethylester
Glutarsäuredimethylester ist eine organisch-chemische Verbindung aus der Stoffgruppe der Carbonsäureester.

## Vorkommen
Glutarsäuredimethylester ist in den Blüten des Echten Lorbeer enthalten. Der Fransenflügler Echinothrips americanus nutzt Dimethylglutarat und Dimethyladipat als Pheromon.

## Eigenschaften

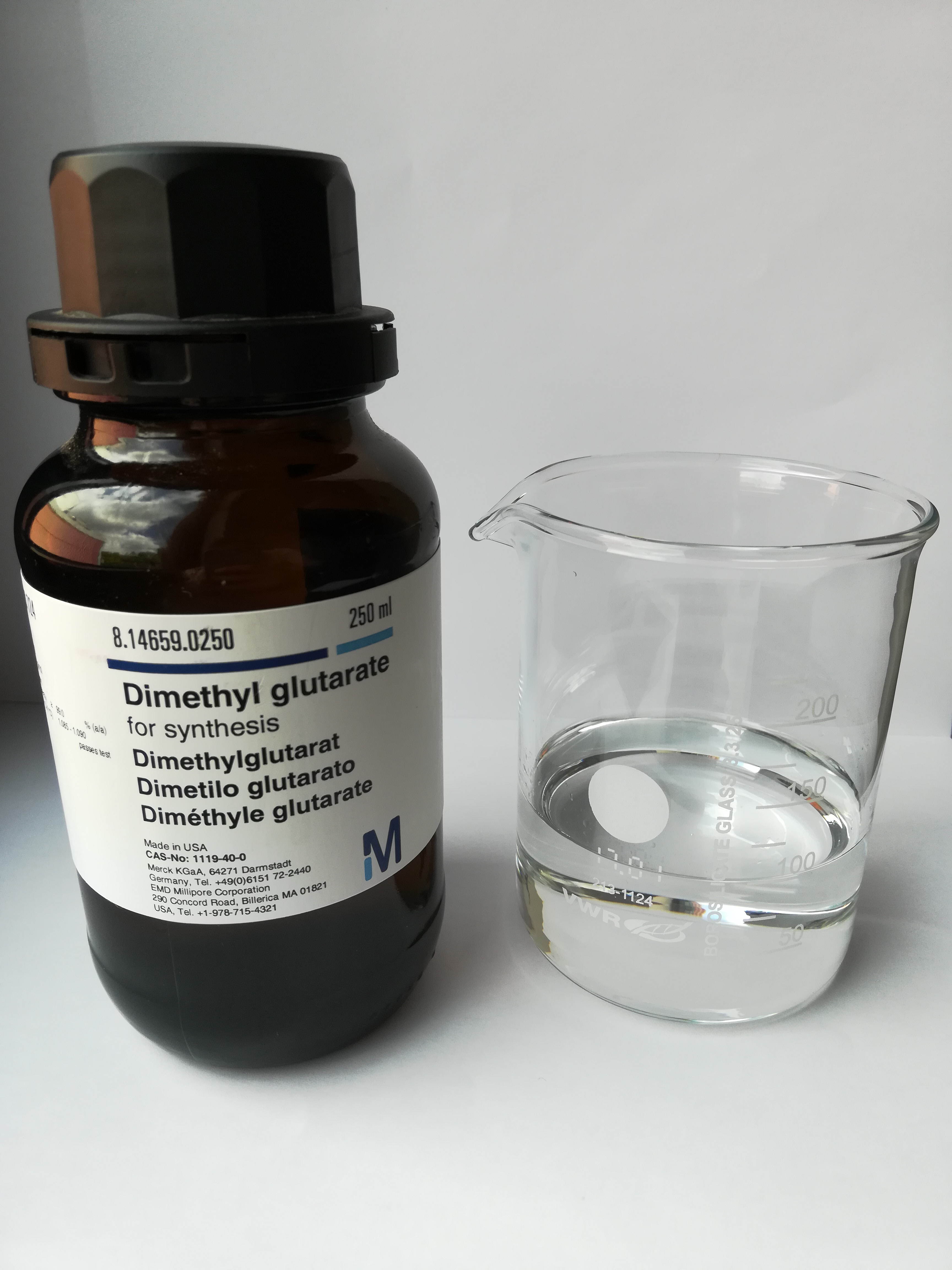
Glutarsäuredimethylester

Glutarsäuredimethylester ist eine brennbare, schwer entzündbare, farblose Flüssigkeit mit süßlichem Geruch. Angaben zur Wasserlöslichkeit bewegen sich in einem weiten Bereich zwischen 4,3 g/l, 43 g/l, 59 g/l und 63 g/l (bei 20 °C). Der bei SciFinder vom Chemical Abstracts Service (Stand Juni 2017) berechnete Wert beträgt 27 g/l (bei 25 °C).

## Verwendung
Er wird in der Kosmetik als Weichmacher und als Lösungsmittel eingesetzt. Er findet auch Verwendung in Agrochemikalien und Farbstoffen sowie als Vorläufer für die Herstellung von pharmazeutischen Wirkstoffen und ist häufig Bestandteil von Gemischen Dibasischer Ester.

## Risikobewertung
Glutarsäuredimethylester wurde 2013 von der EU gemäß der Verordnung (EG) Nr. 1907/2006 (REACH) im Rahmen der Stoffbewertung in den fortlaufenden Aktionsplan der Gemeinschaft (CoRAP) aufgenommen. Hierbei werden die Auswirkungen des Stoffs auf die menschliche Gesundheit bzw. die Umwelt neu bewertet und ggf. Folgemaßnahmen eingeleitet. Ursächlich für die Aufnahme von Glutarsäuredimethylester waren die Besorgnisse bezüglich Verbraucherverwendung, hoher (aggregierter) Tonnage und weit verbreiteter Verwendung sowie als potentieller endokriner Disruptor. Die Neubewertung fand ab 2014 statt und wurde von Polen durchgeführt. Anschließend wurde ein Abschlussbericht veröffentlicht, aus dem hervorgeht, dass Glutarsäuredimethylester kein endokriner Disruptor ist.